# 1980年日本眾議院選舉
第36屆日本眾議院議員總選舉（1980年）6月22日舉行。當天也同時舉行第12屆參議院議員通常選舉，是日本首次舉行眾參同日選舉。選舉之前，內閣總理大臣大平正芳突然病逝。自由民主黨在當天的兩院選舉中都大獲全勝。

## 概況
「四十日抗爭」後，自民黨內的隔閡嚴重，以福田派、三木派和中曾根派為首的反主流派成立了「自民黨刷新聯盟」，要求大平為不斷曝光的金權政治丑聞辭職，以及追究瀆職的議員，並且以此打擊以田中派和大平派為首的主流派。
各在野黨打算在形勢有利的情況下協調戰略，為1980年舉行的參議院選舉備戰。1980年5月16日，社會黨在眾議院提出了對大平內閣的不信任動議，起初在野黨並沒有希望動議會通過，但是反主流派在眾議院全體會議審議動議案時幾乎集體缺席。據說當時「刷新連」以為黨執行部會出面進行調停，但是田中和大平不愿意，就將計就計讓不信任動議在反主流派缺席下表決通過，以便進行大選。5月19日，大平決定解散眾議院，並且在6月22日進行有史以來第一次眾參同日選舉。
當時民眾普遍厭倦自民黨長年累月的派閥鬥爭，又對大平內閣處理腐敗問題時的縱容不滿；自民黨的民意低下，內閣支持率只有不到20%，選舉形勢嚴峻，所以反主流派和主流派決定暫時停戰，攜手應付選舉。不過5月30日，大平在東京新宿一次演說之後就因狹心病入院，並且在6月12日逝世。選舉的焦點馬上發生轉移，大平是日本戰後首位是任內病逝的首相，激起民眾的敬仰和同情，人民紛紛質疑究竟是甚麼將大平致于死地。
而自民黨很好地抓住了這個機會，不論是主流派還是反主流派，每位候選人都大唱已故首相的贊歌，使這次選舉變成「吊喪選舉」；自民黨還暗示大平逝世後，黨總裁將會在中曾根康弘、宮澤喜一、河本敏夫三人中產生，使民眾對自民黨的革新重新抱有較大的希望。而在野黨都被突如其來的眾參同日選舉以及大平的逝世打亂了陣腳。
結果這次選舉的投票率由上次的68%上升到74.6%，自民黨取得輝煌勝利，在眾議院取得284席，比上次多36席，追加公認後有292席；在參議院的選舉同樣取得不俗的成績。而其它在野黨的議席數普遍大量流失。

## 選舉數據

### 內閣
- 第二次大平內閣（第69代）

### 解散日
- 1980年（昭和55年）5月19日

#### 解散名
- 碰巧解散

### 投票日
- 1980年（昭和55年）6月22日

### 改選数
- 511

### 選舉制度
- 中選舉區制

## 選舉結果

### 黨派別獲得議席

眾議院政黨派別勢力圖

#### 自由民主黨
獲得議席数：286議席
- 黨本部總裁：大平正芳
- 黨本部副總裁：西村英一
- 執行部幹事長：櫻內義雄
- 總務會長：鈴木善幸
- 政務調査會長：安倍晋太郎
- 國會對策委員長：金丸信
- 參議院議員會長：德永正利

派閥
- 宏池會（大平正芳派）：54議席
- 七日會（田中角榮派）：53議席
- 清和會（福田赳夫派）：45議席
- 政策科学研究所（中曾根康弘派）：43議席
- 政策懇談會（三木武夫派）：31議席
- 自由革新同友會（中川一郎派）：13議席
- 無派閥：47議席

#### 日本社會黨
獲得議席数：107議席
- 中央執行委員長：飛鳥田一雄
- 中央執行副委員長：阿具根登、北山愛郎、下平正一
- 執行部書記長：多賀谷真稔
- 政策審議會長：武藤山治
- 國會對策委員長：田邊誠
- 參議院議員會長：阿具根登

#### 公明黨
獲得議席数：33議席
- 中央執行委員長：竹入義勝
- 中央執行副委員長：淺井美幸、多田省吾、二宮文造
- 執行部書記長：矢野絢也
- 政策審議會長：正木良明
- 國會對策委員長：大久保直彦
- 參議院議員團長：鈴木一弘

#### 民社黨
獲得議席数：32議席
- 中央執行委員長：佐佐木良作
- 中央執行副委員長：小平忠、中村正雄、向井長年
- 執行部書記長：塚本三郎
- 政策審議會長：大內啟伍
- 國會對策委員長：永末英一
- 參議院議員會長：向井長年
- 常任顧問：春日一幸、西尾末廣

#### 日本共產黨
獲得議席数：26議席
- 中央委員會議長：野坂參三
- 幹部會委員長：宮本顯治
- 幹部會副委員長：市川正一、岡正芳、瀨長龜次郎、西澤富夫
- 書記局長：不破哲三
- 政策委員會責任者：上田耕一郎
- 國會對策委員長：松本善明
- 參議院議員團長：岩間正男

#### 新自由俱樂部
獲得議席数：12議席
- 常任幹事會代表：河野洋平
- 常任幹事會幹事長：田川誠一
- 政策委員會責任者：小林正巳
- 國會對策委員長：山口敏夫

#### 社會民主連合
獲得議席数：3議席
- 常任役員會代表：田英夫
- 常任役員會副代表：江田五月、大柴滋夫
- 執行部書記長：楢崎彌之助
- 政策委員會責任者：安東仁兵衛
- 國會對策委員長：阿部昭吾

#### 無黨派
7議席

## 当選議員
自民党   社会党   公明党   民社党   共產党   新自由俱樂部   社會民主聯合   無黨籍 
| 北海道   | 1区  | 地崎宇三郎   | 箕輪登     | 小林恒人   | 横路孝弘   | 齋藤實       | 2区  | 川田正則   | 五十嵐廣三   | 上草義輝   | 安井吉典   |            |
| 北海道   | 3区  | 阿部文男     | 塚田庄平   | 佐藤孝行   |            |              | 4区  | 池端清一   | 三枝三郎     | 高橋辰夫   | 渡邊省一   | 岡田春夫   |
| 北海道   | 5区  | 中川一郎     | 安田貴六   | 岡田利春   | 北村義和   | 島田琢郎     |      |            |              |            |            |            |
| 青森縣   | 1区  | 竹中修一     | 田名部匡省 | 關晴正     | 津島雄二   |              | 2区  | 竹内黎一   | 田澤吉郎     | 木村守男   |            |            |
| 岩手縣   | 1区  | 鈴木善幸     | 玉澤德一郎 | 小野信一   | 工藤巖     |              | 2区  | 小澤一郎   | 椎名素夫     | 北山愛郎   | 志賀節     |            |
| 宮城縣   | 1区  | 愛知和男     | 戶田菊雄   | 伊藤宗一郎 | 三塚博     | 武田一夫     | 2区  | 日野市朗   | 長谷川峻     | 内海英男   | 菊池福治郎 |            |
| 秋田縣   | 1区  | 佐佐木義武   | 佐藤敬治   | 石田博英   | 川口大助   |              | 2区  | 根本龍太郎 | 村岡兼造     | 笹山登生   | 川俣健二郎 |            |
| 山形縣   | 1区  | 鹿野道彦     | 木村武雄   | 渡邊三郎   | 近藤鐵雄   |              | 2区  | 加藤紘一   | 近岡理一郎   | 阿部昭吾   | 佐藤誼     |            |
| 福島縣   | 1区  | 龜岡高夫     | 石原健太郎 | 粟山明     | 天野光晴   |              | 2区  | 伊東正義   | 渡部恒三     | 八田貞義   | 澀谷直藏   | 渡部行雄   |
| 福島縣   | 3区  | 齋藤邦吉     | 上坂昇     | 菅波茂     |            |              |      |            |              |            |            |            |
| 茨城縣   | 1区  | 中山利生     | 葉梨信行   | 久保三郎   | 狩野明男   |              | 2区  | 梶山静六   | 塚原俊平     | 城地豐司   |            |            |
| 茨城縣   | 3区  | 中村喜四郎   | 丹羽雄哉   | 赤城宗德   | 登坂重次郎 | 竹内猛       |      |            |              |            |            |            |
| 栃木縣   | 1区  | 渡邊美智雄   | 船田元     | 森山欽司   | 廣瀨秀吉   | 稻葉誠一     | 2区  | 稻村利幸   | 武藤山治     | 藤尾正行   | 植竹繁雄   | 神田厚     |
| 群馬縣   | 1区  | 熊川次男     | 久保田圓次 | 田邊誠     |            |              | 2区  | 長谷川四郎 | 中島源太郎   | 小川省吾   |            |            |
| 群馬縣   | 3区  | 福田赳夫     | 中曾根康弘 | 山口鶴男   | 小淵惠三   |              |      |            |              |            |            |            |
| 埼玉縣   | 1区  | 松永光       | 濱田卓二郎 | 渡邊貢     |            |              | 2区  | 山口敏夫   | 小宮山重四郎 | 松本幸男   |            |            |
| 埼玉縣   | 3区  | 荒舩清十郎   | 鴨田利太郎 | 高田富之   |            |              | 4区  | 三林弥太郎 | 青木正久     | 野中英二   |            |            |
| 埼玉縣   | 5区  | 福永健司     | 和田一仁   | 澤田廣     |            |              |      |            |              |            |            |            |
| 千葉縣   | 1区  | 泰道三八     | 始關伊平   | 臼井日出男 | 鳥居一雄   |              | 2区  | 水野清     | 山村新治郎   | 小川国彦   | 林大幹     |            |
| 千葉縣   | 3区  | 石橋一弥     | 中村正三郎 | 池田淳     | 森美秀     | 吉浦忠治     | 4区  | 友納武人   | 染谷誠       | 新村勝雄   |            |            |
| 神奈川縣 | 1区  | 小此木彦三郎 | 三浦隆     | 伊藤茂     | 伏木和雄   |              | 2区  | 田川誠一   | 小泉純一郎   | 岩垂寿喜男 | 市川雄一   | 中路雅弘   |
| 神奈川縣 | 3区  | 戶澤政方     | 加藤万吉   | 甘利正     |            |              | 4区  | 大出俊     | 佐藤一郎     | 高橋高望   | 草野威     |            |
| 神奈川縣 | 5区  | 龜井善之     | 河野洋平   | 平林剛     |            |              |      |            |              |            |            |            |
| 山梨縣   | 全縣 | 金丸信       | 田邊国男   | 鈴木強     | 堀内光雄   | 中尾榮一     |      |            |              |            |            |            |
| 東京都   | 1区  | 与謝野馨     | 大塚雄司   | 飛鳥田一雄 |            |              | 2区  | 石原慎太郎 | 上田哲       | 大内啟伍   | 鈴切康雄   | 榊利夫     |
| 東京都   | 3区  | 小坂德三郎   | 越智通雄   | 小杉隆     | 山本政弘   |              | 4区  | 粕谷茂     | 松本善明     | 和田耕作   | 金子光     | 大久保直彦 |
| 東京都   | 5区  | 中村靖       | 長田武士   | 高澤寅男   |            |              | 6区  | 天野公義   | 柿澤弘治     | 有島重武   | 不破哲三   |            |
| 東京都   | 7区  | 菅直人       | 小澤潔     | 大野潔     | 長谷川正三 |              | 8区  | 深谷隆司   | 鳩山邦夫     | 金子滿廣   |            |            |
| 東京都   | 9区  | 濱野剛       | 中島武敏   | 依田實     |            |              | 10区 | 島村宜伸   | 竹入義勝     | 鯨岡兵輔   | 小林政子   | 田島衛     |
| 東京都   | 11区 | 石川要三     | 伊藤公介   | 山花貞夫   | 岩佐惠美   |              |      |            |              |            |            |            |
| 新潟縣   | 1区  | 小澤辰男     | 近藤元次   | 米田東吾   |            |              | 2区  | 佐藤隆     | 松澤俊昭     | 渡邊紘三   | 阿部助哉   |            |
| 新潟縣   | 3区  | 田中角榮     | 櫻井新     | 渡邊秀央   | 村山達雄   | 小林進       | 4区  | 白川勝彦   | 高鳥修       | 木島喜兵衛 |            |            |
| 富山縣   | 1区  | 住榮作       | 玉生孝久   | 野上徹     |            |              | 2区  | 綿貫民輔   | 片岡清一     | 木間章     |            |            |
| 石川縣   | 1区  | 森喜朗       | 奥田敬和   | 嶋崎讓     |            |              | 2区  | 瓦力       | 稻村佐近四郎 | 坂本三十次 |            |            |
| 福井縣   | 全縣 | 牧野隆守     | 平泉涉     | 福田一     | 横手文雄   |              |      |            |              |            |            |            |
| 長野縣   | 1区  | 小坂善太郎   | 清水勇     | 倉石忠雄   |            |              | 2区  | 羽田孜     | 中村茂       | 井出一太郎 |            |            |
| 長野縣   | 3区  | 小川平二     | 串原義直   | 宮下創平   | 林百郎     |              | 4区  | 唐澤俊二郎 | 小澤貞孝     | 下平正一   |            |            |
| 岐阜縣   | 1区  | 武藤嘉文     | 松野幸泰   | 大野明     | 簑輪幸代   | 山本幸一     | 2区  | 渡邊榮一   | 金子一平     | 古屋亨     | 楯兼次郎   |            |
| 静岡縣   | 1区  | 大石千八     | 原田昇左右 | 佐野嘉吉   | 薮仲義彦   | 栗田翠       | 2区  | 勝間田清一 | 齊藤滋与史   | 栗原祐幸   | 木部佳昭   | 渡邊朗     |
| 静岡縣   | 3区  | 鹽谷一夫     | 足立篤郎   | 柳澤伯夫   | 竹本孫一   |              |      |            |              |            |            |            |
| 愛知縣   | 1区  | 春日一幸     | 今枝敬雄   | 横山利秋   | 柴田弘     |              | 2区  | 丹羽兵助   | 久野忠治     | 青山丘     | 草川昭三   |            |
| 愛知縣   | 3区  | 海部俊樹     | 江崎真澄   | 佐藤觀樹   |            |              | 4区  | 渡邊武三   | 浦野烋興     | 中野四郎   | 稻垣實男   |            |
| 愛知縣   | 5区  | 村田敬次郎   | 上村千一郎 | 近藤豐     |            |              | 6区  | 塚本三郎   | 水平豐彦     | 石田幸四郎 | 安藤巖     |            |
| 三重縣   | 1区  | 山本幸雄     | 木村俊夫   | 川崎二郎   | 田口一男   | 中井洽       | 2区  | 田村元     | 藤波孝生     | 野呂恭一   | 角屋堅次郎 |            |
| 滋賀縣   | 全縣 | 山下元利     | 宇野宗佑   | 野口幸一   | 西田八郎   | 瀨崎博義     |      |            |              |            |            |            |
| 京都府   | 1区  | 奥田幹生     | 田中伊三次 | 永末英一   | 藤原廣子   | 竹内勝彦     | 2区  | 前尾繁三郎 | 谷垣專一     | 玉置一弥   | 寺前巖     | 西中清     |
| 大阪府   | 1区  | 湯川宏       | 正森成二   | 沖本泰幸   |            |              | 2区  | 中山正暉   | 浅井美幸     | 東中光雄   | 井岡大治   | 中村正雄   |
| 大阪府   | 3区  | 原田憲       | 井上一成   | 中野寬成   | 村上弘     |              | 4区  | 鹽川正十郎 | 矢野絢也     | 三谷秀治   | 上田卓三   |            |
| 大阪府   | 5区  | 木野晴夫     | 西村章三   | 藤田寿美   | 正木良明   |              | 6区  | 左藤惠     | 中馬弘毅     | 北側義一   |            |            |
| 大阪府   | 7区  | 北川石松     | 四谷光子   | 春田重昭   |            |              |      |            |              |            |            |            |
| 兵庫縣   | 1区  | 砂田重民     | 石井一     | 河上民雄   | 渡部一郎   | 浦井洋       | 2区  | 永田亮一   | 原健三郎     | 土井多賀子 | 岡本富夫   | 堀昌雄     |
| 兵庫縣   | 3区  | 渡海元三郎   | 鹽田晋     | 永井孝信   |            |              | 4区  | 河本敏夫   | 戶井田三郎   | 松本十郎   | 後藤茂     |            |
| 兵庫縣   | 5区  | 佐佐木良作   | 谷洋一     | 伊賀定盛   |            |              |      |            |              |            |            |            |
| 奈良縣   | 全縣 | 奥野誠亮     | 前田正男   | 辻第一     | 川本敏美   | 吉田之久     |      |            |              |            |            |            |
| 和歌山縣 | 1区  | 中西啟介     | 野間友一   | 坂井弘一   |            |              | 2区  | 正示啟次郎 | 早川崇       | 大島弘     |            |            |
| 鳥取縣   | 全縣 | 相澤英之     | 野坂浩賢   | 武部文     | 古井喜實   |              |      |            |              |            |            |            |
| 島根縣   | 全縣 | 竹下登       | 細田吉藏   | 櫻内義雄   | 栂野泰二   | 吉原米治     |      |            |              |            |            |            |
| 岡山縣   | 1区  | 平沼赳夫     | 逢澤英雄   | 矢山有作   | 大村襄治   | 山田太郎     | 2区  | 橋本龍太郎 | 藤井勝志     | 水田稔     | 加藤六月   | 林保夫     |
| 廣島縣   | 1区  | 灘尾弘吉     | 岸田文武   | 大原亨     |            |              | 2区  | 中川秀直   | 池田行彦     | 谷川和穗   | 森井忠良   |            |
| 廣島縣   | 3区  | 宮澤喜一     | 龜井静香   | 福岡義登   | 佐藤守良   | 岡田正勝     |      |            |              |            |            |            |
| 山口縣   | 1区  | 安倍晋太郎   | 林義郎     | 田中龍夫   | 枝村要作   |              | 2区  | 佐藤信二   | 吹田愰       | 高村正彦   | 山田耻目   | 部谷孝之   |
| 德島縣   | 全縣 | 三木武夫     | 後藤田正晴 | 秋田大助   | 森下元晴   | 井上普方     |      |            |              |            |            |            |
| 香川縣   | 1区  | 藤本孝雄     | 前川旦     | 木村武千代 |            |              | 2区  | 森田一     | 久保等       | 加藤常太郎 |            |            |
| 愛媛縣   | 1区  | 鹽崎潤       | 湯山勇     | 關谷勝嗣   |            |              | 2区  | 藤田高敏   | 森清         | 越智伊平   |            |            |
| 愛媛縣   | 3区  | 田中恒利     | 毛利松平   | 今井勇     |            |              |      |            |              |            |            |            |
| 高知縣   | 全縣 | 大西正男     | 田村良平   | 井上泉     | 山原健二郎 | 平石磨作太郎 |      |            |              |            |            |            |
| 福岡縣   | 1区  | 山崎拓       | 楢崎弥之助 | 太田誠一   | 田中昭二   | 辻英雄       | 2区  | 三原朝雄   | 麻生太郎     | 宮田早苗   | 大橋敏雄   | 小澤和秋   |
| 福岡縣   | 3区  | 古賀誠       | 楢橋進     | 細谷治嘉   | 稻富稜人   | 山崎平八郎   | 4区  | 田中六助   | 中西績介     | 鍛冶清     | 三浦久     |            |
| 佐賀縣   | 全縣 | 保利耕輔     | 三池信     | 八木昇     | 愛野興一郎 | 山下德夫     |      |            |              |            |            |            |
| 長崎縣   | 1区  | 倉成正       | 中村重光   | 西岡武夫   | 小淵正義   | 久間章生     | 2区  | 石橋政嗣   | 中村弘海     | 白濱仁吉   | 金子岩三   |            |
| 熊本縣   | 1区  | 野田毅       | 森中守義   | 藤田義光   | 北口博     | 松野賴三     | 2区  | 園田直     | 坂田道太     | 福島讓二   | 馬場昇     | 東家嘉幸   |
| 大分縣   | 1区  | 村上勇       | 羽田野忠文 | 畑英次郎   | 木下敬之助 |              | 2区  | 佐藤文生   | 阿部未喜男   | 田原隆     |            |            |
| 宮崎縣   | 1区  | 大原一三     | 米澤隆     | 江藤隆美   |            |              | 2区  | 堀之内久男 | 小山長規     | 瀨戶山三男 |            |            |
| 鹿兒島縣 | 1区  | 長野祐也     | 山崎武三郎 | 宮崎茂一   | 新盛辰雄   |              | 2区  | 小里貞利   | 有馬元治     | 村山喜一   |            |            |
| 鹿兒島縣 | 3区  | 二階堂進     | 山中貞則   | 橋口隆     |            |              | 奄美 | 保岡興治   |              |            |            |            |
| 沖繩縣   | 全縣 | 上原康助     | 玉城榮一   | 小渡三郎   | 国場幸昌   | 瀨長龜次郎   |      |            |              |            |            |            |

### 補選
| 年                                                                                    | 月日 | 選區    | 新旧 | 当選者   | 所属党派   | 從缺       | 所属党派   | 從缺理由      |
| ------------------------------------------------------------------------------------- | ---- | ------- | ---- | -------- | ---------- | ---------- | ---------- | ------------- |
| 1983                                                                                  | 8.7  | 京都2区 | 新   | 谷垣禎一 | 自由民主党 | 前尾繁三郎 | 自由民主党 | 1981.7.23去世 |
| 1983                                                                                  | 8.7  | 京都2区 | 新   | 野中廣務 | 自由民主党 | 谷垣專一   | 自由民主党 | 1983.6.27去世 |
| 出典：戦後の補欠選挙 （页面存档备份，存于）                                           |      |         |      |          |            |            |            |               |
| 出典：衆議院・参議院編『議会制度百年史 - 院内会派編衆議院の部』大藏省印刷局、1990年。 |      |         |      |          |            |            |            |               |

### 初次當選者
注意：曾經是參議院議員的有「※」標示。
自由民主黨
- 今枝敬雄
- 植竹繁雄
- 臼井日出男
- 太田誠一
- 奥田幹生

- 小渡三郎
- 川崎二郎
- 北村義和
- 久間章生
- 高村正彦

- 古賀誠
- 笹山登生
- 近岡理一郎
- 長野祐也
- 野上徹

- 濱田卓二郎
- 平沼赳夫

日本社會黨
- 五十嵐廣三
- 串原義直
- 小林恒人
- 城地豐司
- 戶田菊雄※

- 永井孝信
- 松本幸男

日本共產黨
- 小澤和秋
- 簑輪幸代

新自由俱樂部
- 石原健太郎
- 柿澤弘治※
- 木村守男
- 小杉隆

社會民主連合
- 菅直人

無黨籍
- 櫻井新
- 泰道三八
- 柳澤伯夫

### 重返眾議院者
自由民主黨
- 青木正久
- 大原一三
- 川田正則
- 木部佳昭
- 木村武雄

- 島村宜伸
- 砂田重民
- 瀨戶山三男
- 戶井田三郎
- 登坂重次郎

- 友納武人
- 永田亮一
- 中西啟介
- 中山利生
- 鳩山邦夫

- 林大幹
- 原田憲
- 平泉涉
- 藤本孝雄
- 前尾繁三郎

- 前田正男
- 三池信
- 森清
- 与謝野馨

日本社會黨
- 阿部未喜男
- 池端清一
- 大島弘
- 川本敏美
- 佐藤敬治
- 鈴木強

- 田中恒利
- 栂野泰二
- 平林剛
- 福岡義登
- 松澤俊昭

- 水田稔
- 矢山有作

公明黨
- 吉浦忠治

新自由俱樂部
- 甘利正
- 伊藤公介
- 中馬弘毅
- 依田實

無黨派
- 中川秀直
- 松野賴三

### 引退不參選者
自由民主黨
- 宇野亨
- 服部安司
- 坊秀男
- 松澤雄藏

日本社會黨
- 芳賀貢

### 落選的原議員
自由民主黨
- 稻葉修
- 井原岸高
- 大城真順
- 大坪健一郎
- 中島衛

- 西村英一
- 西田司
- 福家俊一
- 増岡博之
- 村上茂利

- 渡部正郎

日本社會黨
- 石野久男
- 川崎寬治
- 神澤浄
- 木原實
- 河野正

- 兒玉末男
- 齋藤正男
- 柴田健治
- 澀澤利久
- 新村源雄

- 多賀谷真稔
- 田畑政一郎
- 細谷昭雄
- 本鄉公威
- 松浦利尚

- 三宅正一
- 村山富市
- 安田修三
- 山田芳治

公明黨
- 新井彬之
- 飯田忠雄
- 池田克也
- 近江巳記夫
- 小川新一郎

- 小濱新次
- 貝沼次郎
- 木內良明
- 權藤恒夫
- 坂口力

- 瀨野榮次郎
- 高橋繁
- 谷口是巨
- 中川嘉美
- 長谷雄幸久

- 林孝矩
- 伏屋修治
- 二見伸明
- 古川雅司
- 松本忠助

- 宮地正介
- 森田景一
- 山田英介
- 吉井光照
- 和田一郎

日本共產黨
- 井上敦
- 梅田勝
- 神崎敏雄
- 工藤晃
- 柴田睦夫

- 庄司幸助
- 多田光雄
- 津川武一
- 中川利三郎
- 中林佳子

- 則武真一

民社黨
- 河村勝
- 木下元二
- 小平忠
- 永江一仁

無黨派
- 田中美智子
- 橋本登美三郎
- 安田純治

## 后續
自民黨在日本首次對眾參同日選舉中大獲全勝，反映出民眾希望借此次選舉實現政治凈化，掃除金權政治。不過自民黨沒有兌現選舉時的承諾。開始的三位候選人都不被派閥平衡接受，反宮澤勢力和田中派聯合擁立大平派的二號人物鈴木善幸，於是田中、福田、鈴木三派在7月15日的自民黨兩院議員總會上，以黨內元老、副總裁田村英一裁定的形式，「舉黨一致」推舉鈴木出任新總裁。對此自民黨沒有進行公開的總裁競選的做法，許多民眾表示了不滿，甚至有人后悔了在選舉中投票給自民黨的議員。而在兩年後，鈴木的總裁任期結束後，中曾根康弘成為首相，三年之後的眾議院選舉中，自民黨的選票確實大量流失，在眾議院差點連半數都不保。
自民黨的勝利改變了國會內「保革伯仲」的局面，而在野黨在這次選舉中的失敗，使它們不得不認真審視多年來的黨路線，以及提出更多的連立政權構想。公明黨在當年年底終于認可了日美安保條約和自衛隊，雖然社會黨對公明黨的右傾路線不滿，但還是繼續社公聯合。
共產黨在此次選舉中的議席銳減，而且自此以後的多次選舉，議席還不斷減少，一直到1990年代末才開始扭轉頹勢。

## 外部連結
- 第36回眾議院議員選舉
- 第36回眾議院議員補選（京都2區）